# IFC Wild Bills
El IFC Wild Bills es un equipo de fútbol de las Islas Marianas del Norte que milita en el Campeonato de fútbol de las Islas Marianas del Norte, el torneo de fútbol más importante del país.

## Historia
Fue fundado en el año 2007 en la capital Saipán, el mismo año en el que debutaron en la máxima categoría, en la cual quedaron en 3º lugar.
El equipo comenzó a tomar fuerza después del año 2012, año en el que ganaron su primer título de liga en un torneo en el que solamente perdieron un partido de los que jugaron, mientras que los demás los ganaron. Desde entonces se han convertido en uno de los equipos más ganadores de las Islas Marianas del Norte, contabilizando tres títulos de liga.

## Palmarés
- Campeonato de fútbol de las Islas Marianas del Norte: 3

2012-P, 2013-P, 2013-14